# Zliechovský močiar
Zliechovský močiar je přírodní památka v katastrálním území obce Zliechov v okrese Ilava v Trenčínském kraji na Slovensku. Území bylo vyhlášeno v roce 2001 a má rozlohu 2,8 hektaru. Předmětem ochrany jsou mokřadní biotopy v pramenné oblasti Slávikovského potoka.